# Jin Xiao
Jin Xiao (Hubei, 2 marzo 1985) è un pilota motociclistico cinese.

## Carriera
Ha esordito nel 2003 nel campionato motociclistico cinese, categoria 125 Sport Production chiudendo la stagione al 6º posto assoluto. Si classificò invece 4º nelle due stagioni successive.
Normalmente impegnato nelle gare nazionali e continentali asiatiche, ha ottenuto sia nel 2006 che nel 2007 una wild card per partecipare al Gran Premio di Cina del motomondiale, in entrambi i casi con una Yamaha nella classe 250. Il suo numero di gara fu il 63. In tutte e due le partecipazioni è giunto al traguardo della gara ma senza ottenere punti validi per la classifica iridata.
Il 2007 lo vide anche protagonista del passaggio di categoria, in campo nazionale, dalle moto derivate dalla serie ai prototipi da Gran Premio, sempre di cilindrata 125cm³. In quello stesso anno viene incoronato campione cinese 125GP. Nel 2009 e nel 2010 è arrivato invece al secondo posto assoluto nella categoria 600 cm³.

## Risultati nel Motomondiale
| 2006 | Classe | Moto   |  |  |  |    |  |  |  |  |  |  |    |  |  |  |  |  |  |  | Punti | Pos. |
| ---- | ------ | ------ |  |  |  | -- |  |  |  |  |  |  | -- |  |  |  |  |  |  |  | ----- | ---- |
| 2006 | 250    | Yamaha |  |  |  | 21 |  |  |  |  |  |  | NE |  |  |  |  |  |  |  | 0     |      |

| 2007 | Classe | Moto   |  |  |  |    |  |  |  |  |  |  |    |  |  |  |  |  |  |  | Punti | Pos. |
| ---- | ------ | ------ |  |  |  | -- |  |  |  |  |  |  | -- |  |  |  |  |  |  |  | ----- | ---- |
| 2007 | 250    | Yamaha |  |  |  | 19 |  |  |  |  |  |  | NE |  |  |  |  |  |  |  | 0     |      |

| Legenda | 1º posto        | 2º posto            | 3º posto            | A punti      | Senza punti        | Grassetto – Pole position Corsivo – Giro più veloce |
| Legenda | Gara non valida | Non qual./Non part. | Ritirato/Non class. | Squalificato | '-' Dato non disp. | Grassetto – Pole position Corsivo – Giro più veloce |